# 顧承
顧承（？—？），字子直，吳郡吴县（今苏州）人，三國時孫吳官員。顧邵之子，顧雍之孫，陆逊外甥。

## 生平
吳大帝嘉禾年間被徽召入朝為官，得到孫權賞識，更向顧雍讚揚顧承。拜為騎都衛，統領羽林兵。後來當吳郡西部都尉，與諸葛恪平定山越，額外得到精兵八千人，回軍駐屯章伉。赤烏年間，與新都都尉陳表率領部隊在毗陵耕作，男女人數各有數萬。
後拜昭義中郎將，並入朝當侍中。公元241年，芍陂之戰爆發，顧承拜奮威將軍，當京下督。
與張休等人領兵成功抵抗住魏國軍隊的攻擊，戰後因功升為雜號將軍。顧承與兄長顧譚及張昭之子張休等人因亲附太子孫和，遭到魯王孫霸人馬的攻擊，赤乌八年（245年）流放交州，三十七歲時逝世。
顾承妻为张温妹，后被改嫁丁氏，于成婚日饮药自杀。
陸凱《吳先賢傳》：于鑠奮武，奕奕全德；在家必聞，鴻飛高陟。（《初學記·卷第十七》）

## 延伸阅读
[在维基数据编辑]
 《三國志·卷52》，出自陳壽《三國志》